# José Vázquez
José Antonio Vázquez (ur. 11 marca 1921) – urugwajski piłkarz noszący przydomek Carajito, napastnik.
Urodzony w Montevideo Vázquez w piłkę zaczął grać w 1935 roku w klubie CA Peñarol. Razem z klubem Peñarol dwa razy z rzędu zdobył tytuł mistrza Urugwaju – w 1944 i 1945 roku.
Jako piłkarz klubu Peñarol wziął udział w turnieju Copa América 1946, gdzie Urugwaj zajął czwarte miejsce. Vázquez zagrał w dwóch meczach – z Chile (w 74 minucie wszedł za Juana Riephoffa) i Brazylią (zdobył bramkę).
W 1946 roku, po mistrzostwach kontynentalnych, przeszedł do argentyńskiego klubu Boca Juniors, w którym zadebiutował 24 marca w zremisowanym 4:4 meczu z Estudiantes La Plata. Ostatni raz w barwach Boca Juniors zagrał 28 grudnia w wygranym 6:3 meczu z Peñarolem. W sumie w Boca Juniors zagrał w 24 meczach (2133 minuty) i zdobył 6 bramek. W lidze argentyńskiej rozegrał 17 meczów i zdobył 5 bramek. W 1947 roku grał już w drużynie CA Platense, a po powrocie do Urugwaju zakończył karierę w klubie Central Montevideo.
Vázquez od 18 lipca 1940 roku do 23 stycznia 1946 roku rozegrał w reprezentacji Urugwaju 8 meczów i zdobył 2 bramki.